# قلعه وزیر (زبرخان)
قلعه وزیر یک روستا در ایران است که در دهستان زبرخان شهرستان نیشابور واقع شده‌است. قلعه وزیر ۲۰۰ نفر جمعیت دارد.